# Abdelhakim Bassaine
Abdelhakim Bassaine (en arabe : عبد الحكيم باسيني), né le 20 août 1994 à Rabat, est un footballeur marocain évoluant au poste de latéral droit au HUS Agadir.

## Biographie

### Débuts au CA Khénifra
Abdelhakim naît à Rabat au Maroc et intègre dès son plus jeune âge le centre de formation des FAR de Rabat. Le 1er juillet 2015, il est transféré au CA Khénifra. Lors de la saison 2016-2017, il s'impose dans la défense et dispute 19 matchs de championnat. Il termine cette saison à la dixième place du classement du championnat.

### Rapide Oued Zem
Le 16 août 2017, il rejoint le Rapide Oued Zem, club promu en D1 marocaine et y dispute 25 matchs en championnat. Il termine la saison 2017-2018 à la dixième place du classement du championnat.

### HUS d'Agadir
Le 1er juin 2018, il est transféré au HUS Agadir. Auteur d'une bonne saison 2018-2019, il atteint la finale de la Coupe du Maroc en fin de saison. En octobre 2019, il est infecté par le Coronavirus et est contraint de rater plusieurs matchs.
Le 5 mai 2021, il est éliminé des quarts de finales de la Coupe du Maroc, après une défaite de 2-0 contre le Raja de Béni Mellal, club évoluant en D2 marocaine.

## Palmarès

### En club
HUS Agadir
- Coupe du Maroc  :
  - Vice-champion : 2019.